# Accipiter quartus
Accipiter quartus ist eine ausgestorbene Greifvogelart aus der Gattung der Habichte und Sperber (Accipiter), die auf Neukaledonien heimisch war. Sie ist nur von subfossilen Überresten aus dem Holozän bekannt. Das Artepitheton quartus für „vier“ bezieht sich auf die Tatsache, dass Accipiter quartus die vierte Habichtart war, die auf Neukaledonien entdeckt wurde.
Der Holotypus, der 1986 in der Pindai Cave (21° 20′S, 164° 57′O) auf der Halbinsel Nepoui an der Westküste von Neukaledonien entdeckt wurde, besteht aus einem linken Oberschenkelknochen. Die Paratypen umfassen das rumpfnahe (proximale) und rumpfferne (distale) Ende des linken sowie das distale Ende des rechten Tibiotarsus.
Accipiter quartus war die kleinste Habichtart auf Neukaledonien. Das Typusmaterial lässt auf einen Körperbau schließen, der kleiner und deutlich weniger robust als jener der vermuteten Weibchen, jedoch größer und robuster als jener der vermuteten Männchen des Halsringsperbers (Tachyspiza cirrocephalus) war. Ein möglicherweise einzigartiges Merkmal der Art ist die Präsenz zweier pneumatischer Foramen (Löcher in der Knochenwand als Verbindung zwischen den Luftsäcken im hohlen Knocheninneren und dem Luftsacksystem außerhalb des Skeletts) in der Oberfläche des Trochanters, wobei das größere der beiden direkt unterhalb der Gelenkfläche des Oberschenkelhalses liegt. Zwischen den beiden pneumatischen Foramen befinden sich noch drei weitere, sehr kleine Öffnungen in der Trochanterfläche. Alle anderen Accipiter-Arten haben lediglich ein einzelnes großes Fenster in diesem Teil des Oberschenkelknochens.
Aussterbezeitpunkt und -ursache von Accipiter quartus sind nicht bekannt.